# Rafał Sznajder
Rafał Jerzy Sznajder (Będzin, 13 de octubre de 1972–Plovdiv, Bulgaria, 13 de abril de 2014) fue un deportista polaco que compitió en esgrima, especialista en la modalidad de sable.
Ganó cuatro medallas en el Campeonato Mundial de Esgrima entre los años 1997 y 2001, y tres medallas en el Campeonato Europeo de Esgrima entre los años 1998 y 2005.
Participó en tres Juegos Olímpicos de Verano, entre los años 1996 y 2004, ocupando el cuarto lugar en Atlanta 1996 y el séptimo en Sídney 2000, en la prueba por equipos.

## Palmarés internacional
| Campeonato Mundial | Campeonato Mundial          | Campeonato Mundial | Campeonato Mundial |
| Año                | Lugar                       | Medalla            | Prueba             |
| ------------------ | --------------------------- | ------------------ | ------------------ |
| 1997               | Ciudad del Cabo (Sudáfrica) | Medalla de bronce  | Sable individual   |
| 1998               | La Chaux-de-Fonds (Suiza)   | Medalla de bronce  | Sable por equipos  |
| 1999               | Seúl (Corea del Sur)        | Medalla de plata   | Sable por equipos  |
| 2001               | Nimes (Francia)             | Medalla de bronce  | Sable individual   |
| Campeonato Europeo |                             |                    |                    |
| Año                | Lugar                       | Medalla            | Prueba             |
| 1998               | Plovdiv (Bulgaria)          | Medalla de oro     | Sable por equipos  |
| 2004               | Copenhague (Dinamarca)      | Medalla de plata   | Sable por equipos  |
| 2005               | Zalaegerszeg (Hungría)      | Medalla de plata   | Sable por equipos  |